# Vilhelm IV av Bayern
Vilhelm IV av Bayern, född 1493, död 1550, var regerande hertig av Bayern från 1508 till 1550. 